# Аржевитин, Станислав Михайлович
Станислав Михайлович Аржевитин (р. 14 июня 1961 года, Колочава, Закарпатская область) — украинский банкир и политик. Кандидат экономических наук (1998). Докторант КНЭУ.
Народный депутат Украины 5—6 созывов.

## Биография
Родился в семье учителей. Школу окончил с отличием.
Окончил финансово-экономический факультет КИНХа (1982, учился с 1978 года) по специальности «Финансы и кредит».
В 1982—1984 годах проходил срочную службу в ВДВ ВС СССР, зампомощника начфинслужбы в/ч 01655.
В 1982 году до службы в армии и после неё в 1984—1991 годах работал в Промстройбанке СССР.
В 1991—2005 годах глава правления банка «Ажио» (после «SEB Банк»: «В начале 2005 года шведская финансовая группа SEB купила у Станислава Аржевитина 94 % небольшого банка „Ажио“ за $27,5 млн. Мультипликатор (отношение цены к основному капиталу банка) составил 1,5 капитала»).
В 2005—2006 годах внештатный советник президента Украины Ющенко.
В 2005—2006 годах замминистра МЧС.
С 2006 года депутат Верховной Рады от «Нашей Украины», возглавлял её Закарпатскую областную организацию.
В 2007—2010 годах опять внештатный советник президента Украины Ющенко.
С 2008 года глава Закарпатской облпарторганизации «НУНС» («Наша Украина»).
Участник Совета украинского казачества.
Награждён орденом князя Ярослава Мудрого V степени (2012), орденами «За заслуги» І (2008), ІІ (2006), ІІІ (1999) ст.
Отмечен Крестом Ивана Мазепы (2010).
Заслуженный экономист Украины.
Академик Национальной академии проблем человека.
Почётный доктор Международной кадровой академии (1999).
Меценат, в 2008 году основал Всеукраинскую литературную премию имени Зореслава, которая поддерживает деятельность литераторов и ученых, популяризируют творческое наследие Закарпатья.

## Награды
- Орден князя Ярослава Мудрого V ст. (27 июня 2012) — за значительный личный вклад в государственное строительство, социально-экономическое, научно-техническое, культурно-образовательное развитие Украины, весомые трудовые достижения и высокий профессионализм[14];
- Орден «За заслуги» I в. (14 марта 2008) — за значительный личный вклад в возрождение и развитие историко-культурных традиций Украинского казачества[8];
- Орден «За заслуги» II ст. (17 мая 2006) — за весомый личный вклад в реализацию денежно-кредитной политики, обеспечение стабильного функционирования банковской системы, высокий профессионализм[9];
- Орден «За заслуги» III ст. (20 мая 1999) — за весомые достижения в профессиональной деятельности, многолетний добросовестный труд[10];
- Знак отличия Президента Украины — Крест Ивана Мазепы (23 февраля 2010) — за весомый личный вклад в возрождение исторического наследия украинского народа, многолетнюю плодотворную профессиональную деятельность[11];
- Почетная грамота Верховной Рады Украины «За особые заслуги перед украинским народом»;
- Почетная грамота Кабинета Министров Украины (26 сентября 2001) — за многолетний добросовестный труд, весомый вклад в развитие кредитно-финансового рынка Украины, высокий профессионализм и активную общественную деятельность[15];
- звание «Почетный краевед Украины» (2009);
- орден «Казацкий крест» от Украинского Казачества;
- личный знак отличия гетмана Украинского Казачества;
- международная премия «Дружба»;
- международная премия «Славяне»;
- международная премия «Меценат экологии»;
- премия «Международное содружество»;
- национальная премия банка «ИНКО» орден УПЦ КП «Архистратига Михаила»;
- «Серебряная награда Национального банка Украины»;
- Лауреат Премии имени академика Петра Тронько Национального союза краеведов Украины (2013).